# Angiosperm Phylogeny Group
Angiosperm Phylogeny Group (APG) – międzynarodowa grupa systematyków roślin (taksonomów) stworzona w celu ustalenia wspólnego poglądu na taksonomię roślin okrytonasiennych w obliczu szybko rozwijających się metod systematyki molekularnej.
Efektem pracy grupy jest opublikowany w 1998 system klasyfikacji roślin (tzw. system APG I, ang. APG system). System bazował na danych molekularnych (dwóch genów chloroplastowego DNA i jednego genu kodującego rybosomy) analizowanych metodami kladystycznymi. 
W kolejnych latach ukazywały się wersje zrewidowane. W roku 2003 opublikowano system APG II, w 2009 APG III i w 2016 roku APG IV. 